# Polonia ai VII Giochi olimpici invernali
La Polonia partecipò ai VII Giochi olimpici invernali, svoltisi a Cortina d'Ampezzo, Italia, dal 26 gennaio al 5 febbraio 1956, con una delegazione di 51 atleti impegnati in sei discipline.

## Medaglie
| Medaglia | Atleta                    | Sport             | Evento |
| -------- | ------------------------- | ----------------- | ------ |
| Bronzo   | Franciszek Gąsienica Groń | Combinata nordica |        |